# Damien Grégorini
Damien Grégorini (Niza, Francia, 2 de marzo de 1979) es un futbolista francés retirado. Se desempeñaba como guardameta y su último club fue el AS Nancy de la Ligue 1 francesa, donde se retiró en 2014.

## Clubes
| Club                  | País    | Año         |
| --------------------- | ------- | ----------- |
| OGC Niza              | Francia | 1999 - 2000 |
| Olympique de Marsella | Francia | 2000 - 2002 |
| OGC Niza              | Francia | 2002 - 2006 |
| AS Nancy              | Francia | 2006 - 2014 |